# Dominique Vermersch
Pour les articles homonymes, voir Vermersch.
Dominique Vermersch, né en 1961, à Dunkerque, est un économiste français.
Il fut, du le 1er septembre 2012 à 2022 le recteur de l’Université catholique de l'Ouest fondée par à Angers. Il a été modérateur de la Communauté de l'Emmanuel de 2000 à 2009.

## Études
Dominique Vermersch reçoit les diplômes d'ingénieur agronome de l'ENSA Rennes avec un DEA d'économie en 1983, de statisticien économiste de l'ENSAE Paris en 1987, et devient docteur en sciences économiques de l'Université de Rennes I en 1989. Sa thèse porte sur Économie et technologie des systèmes céréaliers : une approche duale et économétrique. Depuis 1994, il est habilité à diriger des recherches (HDR).

## Fonctions publiques et compétences
Dominique Vermersch a été Professeur d'Économie Publique et d'éthique à Agrocampus Ouest. Auparavant directeur de recherche à l'INRA, il est à l'initiative du groupe Ethos-INRA et de l'Espace Éthique Agrocampus Ouest. Il a été pendant plusieurs années Professeur invité à l'Université Catholique de Louvain (Belgique). Ses domaines de compétence concernent la microéconomie, l'économie publique et l'éthique.
Il est membre du Comité Consultatif Commun d'Éthique pour la Recherche Agronomique (INRA CIRAD).

## Engagements religieux et privés
Il effectue son service national en coopération de 1983 à 1985 à Brobo, (Côte d'Ivoire).
Dominique Vermersch a eu différentes responsabilités au sein de la Communauté de l'Emmanuel : directeur de la Fidesco, responsable de la branche « Amour et Vérité », modérateur international de 2000 à 2009.
Il est directeur adjoint du Bureau du Saint-Siège pour la reconnaissance des grades et diplômes de l'enseignement supérieur (instance de dialogue Église État).
Il est marié et a quatre enfants.